# André Corthis
André Corthis est le nom de plume de l'écrivaine française Andrée Magdeleine Husson, née le 15 avril 1882 à Paris 8e et morte le 8 août 1952 à Paris 17e. Elle a reçu le prix Femina en 1906 pour Gemmes et Moires.

## Biographie
Andrée Magdeleine Husson passe une partie de sa jeunesse en Espagne, un pays qu'elle évoque souvent. Elle est la nièce de la peintre portraitiste Amélie Beaury-Saurel, épouse de Rodolphe Julian.
Dès l'âge de douze ans, elle commence à aligner des rimes et composer des poésies. En juin 1906, totalement inconnue à 24 ans, elle publie son premier volume de vers, Gemmes et Moires, sous le pseudonyme André Corthis. Six mois plus tard, toutes les revues illustrées publient son portrait et tous les journaux impriment son nom. Elle vient en effet de recevoir un prix littéraire, le prix Femina, décerné chaque année par le jury féminin du grand magazine mondain de l'époque, La Vie heureuse, ainsi que la somme de 5 000 francs. Elle ne cache pas l'influence de ses maîtres : Charles Baudelaire, Henri de Régnier, et surtout Paul Verlaine.
André Corthis épouse Raymond Lécuyer. À la mort de sa mère (Yrmette Husson), elle reprend la direction de l'Académie Julian, créée en 1868 par le peintre Rodolphe Julian. Après avoir été fermée pendant la Seconde Guerre mondiale, l'Académie Julian est vendue par André Corthis à Cécile Beldent et André Del Debbio pour rouvrir le 12 octobre 1946.
Son ouvrage L'Espagne de la victoire (1941) est une ode à l'Espagne franquiste.

## Œuvre
Liste non exhaustive
- 1906 : Gemmes et Moires, recueil de poésie, Fasquelle) — Prix Femina
- 1908 : Mademoiselle Arguillis (Fasquelle)
- 1910 : Le Pauvre Amour de Doña Balbine (Fasquelle)
- 1914 : Le Pardon prématuré (Fasquelle)
- 1917 : Petites Vies dans la tourmente (Éditions Pierre Lafitte)
- 1919 : Pour moi seule, roman, Éditions Albin Michel, coll. « Le Roman littéraire » — Grand prix du roman de l'Académie française
- 1920 : Sa vraie femme (Fasquelle)
- 1920 : La Marâtre, Éditions Albin Michel
- 1921 : L'Obsédé, Éditions Albin Michel
- 1923 : L'Entraîneuse, roman, Éditions Albin Michel
- 1925 : Le Pardon prématuré, Arthème Fayard et Cie, Collection : Le Livre de demain ; 9
- 1926 : Victime expiatoire, roman, Arthème Fayard et Cie ; coll. « Le Livre de demain » ; 41
- 1927 : Tourmentes (ill. Jean-Paul Dubray, Fayard - Le Livre de demain)
- 1927 : Belle-ombre, roman, in Les œuvres littéraires n° 78, Arthème Fayard et Cie
- 1928 : Les Rameaux rouges, Éditions Hachette, coll. « Bibliothèque bleue »
  - Réédité en 1945, S.E.P.E. collection Scarlett  lire en ligne
- 1928 : Passion, Arthème Fayard et Cie éditeurs
- 1928 : La Danseuse impassible (Les Éditions des portiques)
- 1929 : La Fiancée perdue (A. Fayard et Cie)
- 1930 : Pèlerinages en Espagne : Saint-Jacques de Compostelle, Salamanque, Tolède, Saragosse (Fasquelle)
- 1930 : La Nuit incertaine (Bibliothèque-Charpentier, Fasquelle éditeurs)
- 1931 : Soledad, roman (Albin Michel)
- 1932 : Appel de flammes, roman (Albin Michel)
- 1934 : Le Printemps sous l'orage, roman, Arthème Fayard et Cie
- 1935 : Le Merveilleux Retour (Albin Michel)
- 1936 : Du couvent aux Cortès (Arthème Fayard)
- 1936 : Le Cœur forcé, Éditions Gallimard, coll. « La Renaissance de la nouvelle »
- 1937 : La Chouette écartelée, Arthème Fayard
- 1938 : Révoltées (Les Éditions de France)
- 1938 : Masques, A. Fayard
- 1939 : Cris dans le ciel, A. Fayard
- 1941 : Destinées, A. Fayard
- 1941 : L'Espagne de la victoire, A. Fayard
- 1944 : L'Otage, A. Fayard
- 1945 : Séverine, A. Fayard
- 1946 : Lettres anonymes, A. Fayard
- 1949 : Le Mystère des Trois-Gours, A. Fayard
- 1951 : La Mesure d'aimer, A. Fayard